# ادمون بوشارد
ادمون بوشارد هو لاعب هوكي جليد كندي، ولد في 25 مايو 1892 في مونتريال في كندا، وتوفي في 18 يوليو 1955.

## وصلات خارجية
- ادمون بوشارد على موقع دوري الهوكي الوطني (الإنجليزية)
- ادمون بوشارد على موقع قاعة مشاهير الهوكي (لاعب أن.إتش.أل) (الإنجليزية)
- ادمون بوشارد على موقع EliteProspects.com (الإنجليزية)
- ادمون بوشارد على موقع HockeyDB.com (الإنجليزية)
- ادمون بوشارد على موقع Hockey-Reference.com (الإنجليزية)